# Paweł Graliński
Paweł Wiktor Graliński (ur. 10 stycznia 1961 w Warszawie) – polski architekt, mgr inż. architektury i urbanistyki. Specjalista w zakresie planowania i projektowania obiektów handlowych i rozrywkowych w Polsce i Europie.

## Życiorys
W 1984 ukończył studia na Wydziale Architektury Politechniki Warszawskiej. W trakcie studiów brał udział w inwentaryzacji zabytków architektury (m.in.: cerkiew Opieki Matki Bożej w Owczarach i kościół w Łękach Dolnych), a jego prace zostały zakupione przez Polską Akademię Nauk. Związany był z opozycją antykomunistyczną. Od 1984 mieszkał i pracował w Norwegii, gdzie od 1986 prowadził w Oslo biuro projektowe pod nazwą Andersen, Larsson, Graliński AS, a od 1988 własną pracownię architektoniczną. Jego kariera zawodowa w Norwegii to udział w realizacji centrów handlowych przełomu lat 80. i 90. XX wieku w Skandynawii; projektował w tym okresie także siedziby firm ubezpieczeniowych, biurowce, urbanistykę nadmorskich terenów deweloperskich, budownictwo mieszkaniowe, rewitalizację zabytków oraz mieszkania na poddaszach.
W 1996 został zaproszony do projektu Sadyba Best Mall w Warszawie, który zrealizował od podstaw. W 1997 założył w Polsce autorską pracownię architektoniczną: Paweł W. Graliński Arch Magic Assoc. Architects (Arch Magic) zajmującą się kompleksową realizacją projektów inwestycyjnych i rozwoju nieruchomości. Graliński jest autorem projektów wielofunkcyjnych obiektów handlowo-usługowo-rozrywkowych (w tym wszystkich polskich kin Cinema City), budynków uniwersyteckich, biurowych i przemysłowych, a także osiedli mieszkalnych oraz rezydencji.
Należy do Związku Architektów Norweskich, Izby Architektów RP, Izby Inżynierów RP i Stowarzyszenia Architektów Polskich.

## Nagrody i wyróżnienia
Laureat 26 edycji nagrody ICSC (International Council of Shopping Centers) za projekt Centrum Handlowo-Rozrywkowego Sadyba Best Mall w roku 2002; była to pierwsza nagroda nowojorskiego ICSC dla projektu w Europie Środkowej i Wschodniej.
Został uhonorowany nagrodami:
- Najpiękniejszy Biurowiec Ursynowa (Viking House, Warszawa, 2000, nagroda Urzędu Dzielnicy Warszawa-Ursynów)
- Innowacyjny Projekt (Sadyba Best Mall, Warszawa, 2002, nagroda ICSC)
- Budowa Roku (Punkt 44, Katowice, 2002, nagroda Polskiego Związku Inżynierów i Techników Budownictwa)
- Wnętrze Roku (Cinema City, Toruń, 2004, nagroda Marszałka Województwa Kujawsko-Pomorskiego).

## Główne dzieła
- Vinterbro Center, Vinterbro, Norwegia, 1994[2]
- Viking House, Warszawa, 2000[4]
- Sadyba Best Mall, Warszawa, 2000 (pierwszy kinoteatr 3D IMAX w Polsce i pierwszy z czterech zaprojektowanych i zrealizowanych przez Gralińskiego)
- Punkt 44, Katowice (centrum rozrywki: multipleks kinowy & IMAX, bowling), 2003[5]
- Cinema City, Toruń, 2004[2]
- Horse Race Apartments, Warszawa, 2005
- Cinema City (IMAX) Manufaktura, Łódź, 2005[2]
- Cinema City Arkadia, Warszawa, 2006
- Prywatna rezydencja, Konstancin-Jeziorna, 2006
- Focus Mall, Piła, pozwolenie na budowę: 2009
- Centrum Nowych Technologii I (CENT I) Uniwersytetu Warszawskiego, Warszawa, 2013
- Wydział Psychologii Uniwersytetu Warszawskiego, Warszawa, pozwolenie na budowę: 2013[6]
- Plac Vogla, Warszawa-Wilanów, rozpoczęcie realizacji: 2013